# Гельдымурадов, Ходжамурад
Ходжамурад Гельдымурадов (туркм. Hojamyrat Geldimyradow; род. 1965, с. Берме, Бахарденский район, Туркменская ССР, СССР) — министр финансов Туркменистана (2008).

## Биография
Родился в 1965 году в с. Берме.
В 1989 году окончил Туркменский политехнический институт. В 2004 году окончил Юридическую академию Украины имени Я. Мудрого.
Министр финансов Туркменистана (8 февраля 2008 — 14 апреля 2008) .